# Сан Маркос де Арика
Клуб Депортиво Сан Маркос де Арика (на испански: Club Deportivo San Marcos de Arica) е чилийски професионален футболен отбор от Арика, регион Арика и Паринакота. Основан е на 14 февруари 1978 г. под името Норте-Арика, а скоро след това е преименуван на Депортес Арика, име, което носи до 2005 г. Най-големите успехи на отбора са трите шампионски титли на Примера Б и спечелването на Копа Апертура де ла Сегунда Дивисион. В Примера Дивисион най-високото класиране на отбора е четвърто място през 1984 г.

## Футболисти

### Известни бивши футболисти
- Кристиан Кастанеда
- Освалдо Уртадо
- Франсиско Валдес
- Хулио Крисосто

## Успехи
- Примера Б:
  - Шампион (3): 1981, 2012, 2013/2014
- Терсере Дивисион:
  - Шампион (1): 2007
- Копа Апертура де ла Сегунда Дивисион:
  - Носител (1): 1981